# Deserto orientale

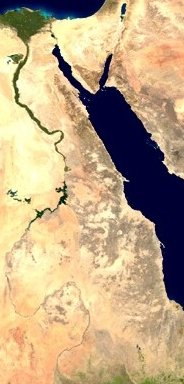
Valle del Nilo e ad est il Deserto Orientale

Per Deserto orientale, detto anche  As-sahra' Ash-sharqiyah, si intende la parte del deserto del Sahara che si trova ad est del Nilo.

## Geografia
Il deserto orientale d'Egitto inizia a sud-est del delta del Nilo, si estende ad oriente della valle del Nilo fino al Sudan nord-orientale, e ad est fino al Golfo di Suez e al Mar Rosso, coprendo una superficie di circa 222.000 km².
Il territorio consiste di tre componenti:
- un altopiano sabbioso che si innalza bruscamente dalla valle del Nilo e si estende verso est per una larghezza che va dagli 80 ai 170 km fino alle cosiddette Colline del Mar Rosso:
- una catena di montagne che si sviluppano in direzione nord-sud da Suez fino al confine con il Sudan e raggiungono l'altezza massima di 2.187 m con il Monte Shaiyb al-Banat;
- una stretta pianura costiera che si sviluppa ad est delle Colline del Mar Rosso e si estende verso sud parallelamente alla costa.

La parte settentrionale dell'altipiano è di origine calcarea ed è composto da colline che si estendono dalla zona a sud del delta fino all'ansa del Nilo presso Qina. Qui' l'altopiano si frammenta in scogliere alte circa 500 metri e profondamente segnata da wadi, che rendono il terreno molto difficile da attraversare. Gli sbocchi di alcuni dei principali wadi formano gole profonde, che contengono piccoli insediamenti di seminomadi.
La parte meridionale dell'altopiano, da Qina verso sud, è di arenaria e risulta profondamente segnato da burroni, alcuni dei quali sono attraversati da strade e che vanno dalla costa verso la valle del Nilo.
Le Colline del Mar Rosso sono formate da una serie discontinua di sistemi montuosi. Un certo numero di picchi superano i 1800 m. e la vetta più alta è il Monte Sha'ib al-Banat, che raggiunge i 2.187 m. Sono strutture geologicamente complesse, formate da rocce ignee e metamorfiche. Nella zona di Assuan una vasta faglia di granito si estende oltre la valle del Nilo attraversandola completamente e formando la prima Cataratta.
Il deserto orientale, per la sua posizione, riceve maggiori precipitazioni rispetto al deserto occidentale, che sono tuttavia insufficienti a che i torrenti, che solcano i numerosi wadi presenti nel territorio, superino la configurazione stagionale.
La zona desertica è abitata da nomadi che vivono di pastorizia e commerci. La maggior parte della popolazione vive nelle città e villaggi della costa.

## Economia
Il deserto orientale è ricco di risorse naturali, vi si trovano i principali campi petroliferi dell'Egitto (sia onshore e offshore nel Golfo di Suez) e giacimenti di fosfato, tungsteno, amianto, manganese, molibdeno, uranio, e oro.
Nella zona delle Colline del Mar Rosso si trovano cave di, alabastro, porfido, granito e pietra arenaria che venivano sfruttate già dal periodo faraonico e romano.
Le principali attività economiche sono la pesca, l'estrazione mineraria, l'estrazione di petrolio, e da qualche anno l'attività turistica che si è sviluppata notevolmente sulla costa del mar Rosso.

## Città

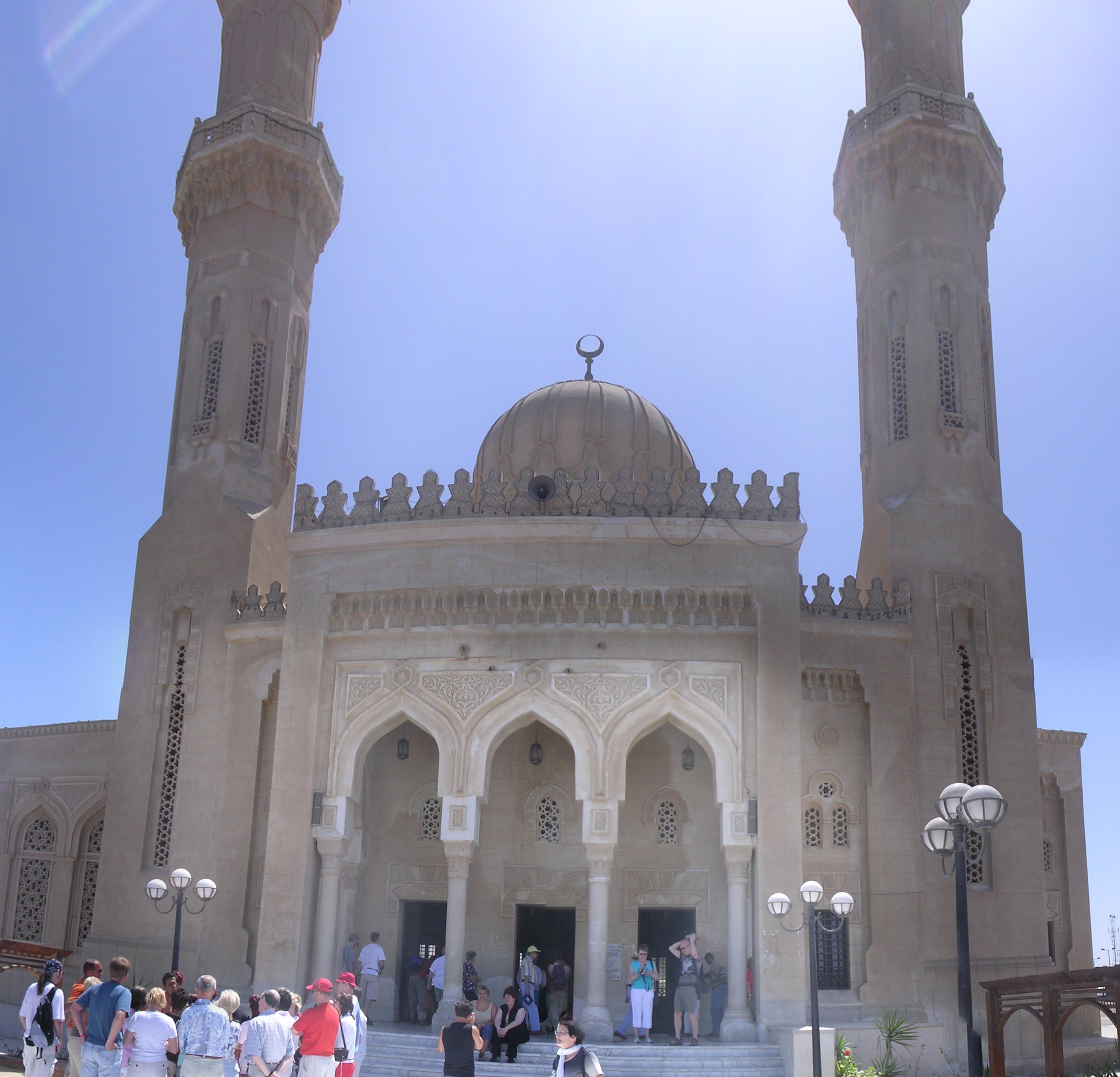
Hurghada, moschea principale

Le città della regione sono praticamente tutte lungo la costa. Da nord a sud si incontrano:
- Ras Gharib
- Hurghada
- Safaga
- Quseir
- Marsa Alam
- Berenice
- Shalatin